# Принцеса Елізабет (антарктична станція)

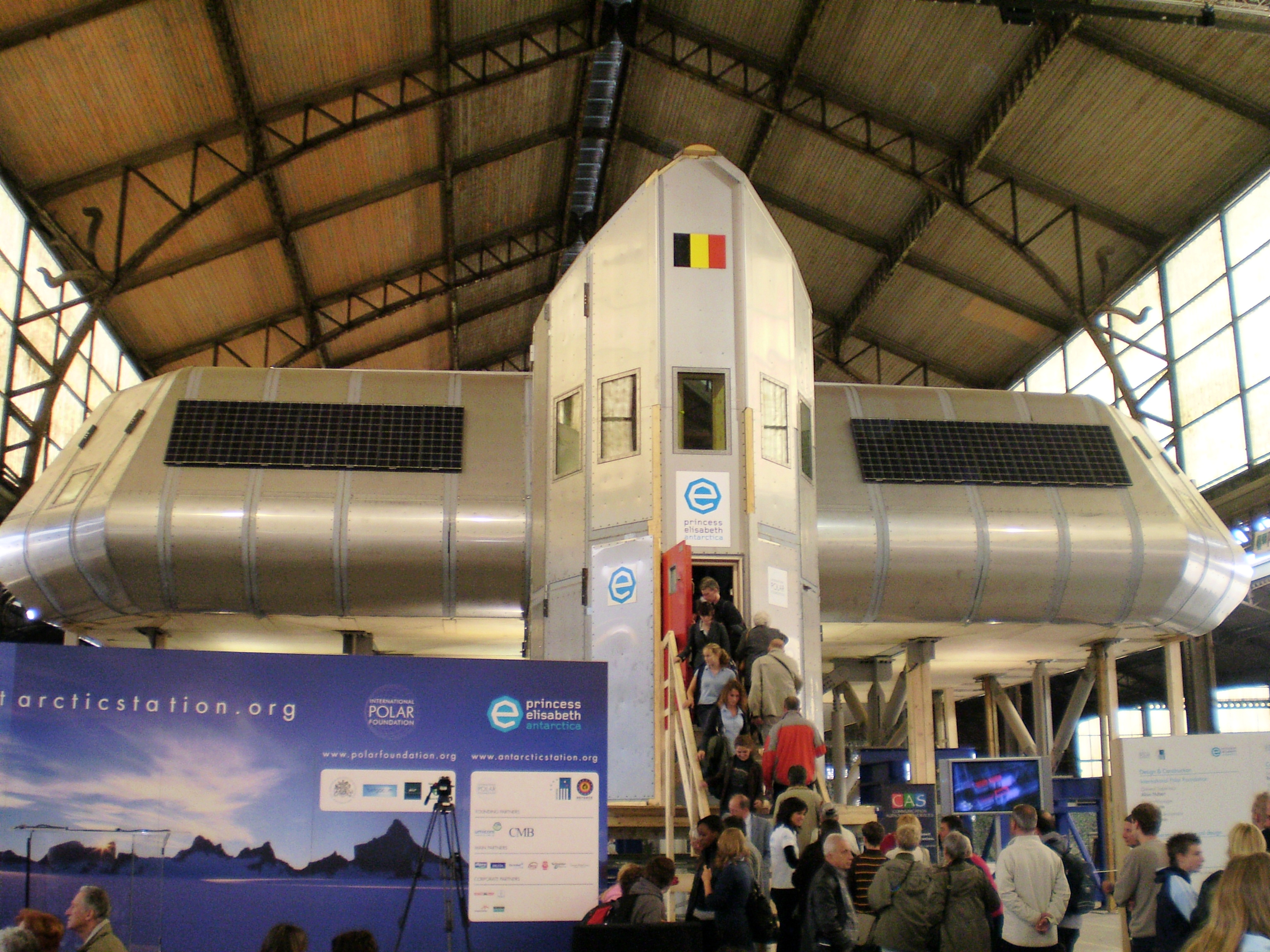
Презентація станції, 2007, Брюссель

Принцеса Елізабет  — антарктична станція в Utsteinen Nunatak, Земля Королеви Мод (71°57′00″ пд. ш. 23°20′51″ сх. д. / 71.949960° пд. ш. 23.347503° сх. д.), бельгійська наукова полярна дослідницька станція, яка відкрита 15 лютого 2009 р. Станція спроєктована, побудована і експлуатується під егідою організації Міжнародний полярний фонд, є першою полярною базою, яка поєднує еко-будівельні матеріали, використання чистої та ефективної енергії, оптимізацію споживання енергії станції і розумних методів поводження з відходами.
Станція побудована на гірському хребті, може витримувати сильні вітри через свої аеродинамічної форми і її фундамент, кріплення якого сягають кількох метрів углиб вічної мерзлоти. Верхня палуба будівлі дивиться на хребет. Нижня палуба містить гараж для транспортних засобів та інших комунальних послуг.
Станція названа на честь бельгійської принцеси Елізабет.